# Didinò
Didinò è un brano musicale hip hop del rapper Marracash, estratto come secondo singolo dal suo terzo album da solista King del rap. Il brano è stato reso disponibile per il download digitale e l'airplay radiofonico il 2 dicembre 2011.
Il video musicale di Didinò è stato presentato sul canale ufficiale VEVO di Marracash il 2 dicembre 2011. La regia del video è stata curata da Cosimo Alemà.

## Tracce
Download digitale
1. Didinò - 3:32

## Classifiche
| Classifica (2012) | Posizione massima |
| ----------------- | ----------------- |
| Italia            | 63                |